# Шелек
Шелек (каз. Шелек) — село в Енбекшиказахском районе Алматинской области Казахстана. Административный центр Шелекского сельского округа. Находится примерно в 69 км к северо-востоку от центра города Есик. Код КАТО — 194083100.
Населённый пункт был основан в 1871 году в качестве селения Чиликского, затем Зайцевского, с 1932 года по май 1997 года населённый пункт был административным центром Чиликского района. 23 мая 1997 года Чиликский район был упразднён и включён в состав Енбекшиказахского района. До 1997 года Шелек был райцентром Чиликского района Алматинской области, который вошёл в состав Енбекшиказахского р-на с центром в городе Есик.

## Этимология
Казахское слово «шелек» в переводе на русский означает «ведро», однако учёные полагают это случайным совпадением. Наименование села происходит от названия реки Чилик (Шелек по-казахски). В народной этимологии (по мнению местных жителей) название реки происходит от казахского слова «шілік», что означает ивняк или ивовую поросль. Однако некоторые учёные полагают, что название может происходить от слова «чел» или «жел», старинного казахского слова, обозначающего «ветер». Доктор филологических наук Телкожа Жанузаков полагает, что название складывается из древнетюркского слова «шел» (источник, родник, вода) и окончания «-ек», что могло бы означать «река, которая берёт начало из родников».

## История
Городище Чилик, являющееся одним из крупнейших в Илийской долине, находится в 120 км к северо-востоку от г. Алматы, в центре современного города Шелек. В плане это под четырёхугольный участок, ориентированный углами по странам света, стороны которого равны: северо-восточная — 480 м, северо-западная — 720 м, юго-восточная — 630 м и юго-западная — 680 м. Со всех сторон городище окружено валом высотой до 3-3,5 м. Лучше сохранились его юго-западная и северо-восточная стороны. По углам городища круглые выступающие наружу башни, такие же башни расположены по периметру стен через каждые 20-30 м. Въезд в городище расположен в середине северо-западной стены. Вокруг вала заметны следы рва, его современная глубина около метра, ширина 10-15 м.
В настоящее время городище почти полностью разрушено. Северо-западная его часть внутри крепостных стен занята под современное кладбище. С северной стороны крепостные стены снивелированы, там расположено здание школы с пришкольным участком и котельным блоком. К ней через территорию городища проложены водопровод, кабели, канализация. По восточной границе городище застроено домами. Остатки крепостной стены с оплывшими буграми башен прослеживаются только с южной стороны, ближе к юго-западному углу. Гребень стены превращен в проезжую дорогу.
В 1956 г. Семиреченской археологической экспедицией у северо-западной стены был заложен шурф размерами 4×4 м, который прорезал культурные напластования до материка на глубину 1,7 м. В разрезе были зафиксированы три слоя, разделенные плотными прослойками намытой глины.
В 1987—1988 гг. археологические работы на городище были продолжены Алма-Атинской и Новостроечной археологическими экспедициями. Для раскопа был выбран участок внутри крепостных стен в юго-восточной части города, несколько возвышающийся над окружающей местностью. Площадь раскопа составила 64 м².

## Население
Шелек примечателен тем что в настоящее время, с населением согласно данным переписи 2009 года 26 688 человек (по переписи 1999 года было 22 703 человека) он является одним из самых крупных сёл не только Алматинской области, но и всей страны. Крупные многолюдные сёла типичное явление в предгорных регионах Южного Казахстана. По численности населения Шелеку уступают некоторые районы Алматинской и других областей.
В советские времена Шелек стал одним из самых многонациональных сёл области. Здесь проживали и проживают в значительных количествах казахи, уйгуры и русские — основные национальности села. Здесь же осели депортированные при Сталине греки, немцы, чеченцы, турки-месхетинцы и корейцы. Помимо них несколькими семьями были также представлены украинцы, татары, армяне, грузины, болгары, осетины, курды, ассирийцы, дунгане и прочие.
В начале 1960-х, в период открытых границ между СССР и КНР, в Чилике осело три новые волны уйгурских переселенцев из неспокойного Синьцзяна. К началу 1970-х годов уйгуры составили треть всего населения Чилика, опередив по численности казахов и русских. Основная часть уйгурских иммигрантов поселилась компактно в домах на улице Октябрьской, тогда на самой окраине села. К середине 1970-х уйгуры стали играть существенную роль в экономике села, так как были заняты выращиванием высокодоходного табака. В 2006 году между уйгурами и казахами вспыхнул межэтнический конфликт (см. Казахско-уйгурский конфликт в Чилике (2006)). Обошлось без жертв.
С середины 2000-х в Шелек, как и по всему южному и восточному Казахстану, наблюдается большой поток переселенцев из Китая по программе возвращения этнических казахов на историческую родину. Это послужило резкому изменению образа села: национальный состав сократился за счёт переезда большей части этнических европейцев, казахский язык приобрёл более частое употребление в повседневной жизни, инфраструктура самого села стала развиваться быстрыми темпами.

## Экономика и туризм
В советские времена Чилик был известен благодаря функционировавшему заводу по переработке тростника (именуемого местным населением «камышом»), директором которого был Яков Ожерельев. По мере роста населения, добавились и другие производства, в частности в сельскохозяйственной сфере Чилик издавна известен своими помидорами и табаком, доходы от продажи которых сделали местных сельхозпроизводителей одними из самых зажиточных в Казахстане. В качестве наёмного труда на табачных плантациях в последнее время всё чаще привлекаются киргизы. С 2017 года в Шелекском регионе не выращивается табак. В современном (2019) Чилике насчитывается 564 крестьянских хозяйств, 92 ТОО, 150 магазинов, 80 предприятий бытового обслуживания, 50 столовых, большое количество кафе, баров, биллиардных, и ресторанов, свадебных салонов и пунктов оптово-розничной торговли и спортивно-тренировочных залов. В селе расположены две больницы, имеется детдом, Дом культуры, в котором регулярно проводятся дискотеки, открылся роликовый клуб. В 2005 году в селе заработал завод по переработке овощей и фруктов, а также молочный завод. В Шелеке действуют филиалы KMF, Халык Банка,Kaspi Bank
Шелек, как промежуточный пункт между Алматы и Китаем, является привлекательным местом для туристов из Европы и Азии. В частности, окрестности Шелека вызывают наибольший интерес. Из села можно отправиться в горы Заилийского Алатау, посетить Чарынский каньон, Капчагайское и Бартогайское водохранилища, побывать в национальном парке Алтын Эмель, поучаствовать в рафтинге по реке Или и посетить радоновые источники которые также находятся в получасе езды от Шелека. Также в селе функционирует огромный яблоневый сад.
Всего в 70 километрах от Шелека находятся знаменитые Кольсайские озёра. Высочайшая же точка Казахстана, пик Хан-Тенгри, расположился в 200 километрах (по пику Хан-Тенгри проходит граница трёх государств: Казахстана. Киргизии и Китая). Путешествуя по округе можно встретить торговцев национальными сувенирами ручной работы, национальными напитками и закусками (коже, кумыс, шубат, казы, курт). В многочисленных кафе в основном присутствуют китайская, узбекская, уйгурская, русская, казахская и кавказская кухни.

## Религия
В Шелеке действуют 5 мечетей и 1 церковь (Храм во имя святого великомученика Димитрия Солунского). Религиозное объединение Свидетелей Иеговы.

## Образование
В сфере образования в селе имеются 2 колледжа: технический и медицинский. В Шелеке 9 школ с казахским, русским, уйгурским и смешанным языками обучения, одна из них новая и готова принимать учеников. Имеются музыкальная и автомобильная школы и 3 детских сада: «Гульдер», «Байтерек» и «Келешек». Средняя школа имени Х.Бижанова признана лучшей в районе, а ещё четыре вошли в тридцатку лучших по области. Детский сад «Гульдер» является одним из самых крупных в районе, и имеет несколько групп с тремя языками обучения и воспитания детей.

## Памятники и достопримечательности
Историко-краеведческий музей был открыт в 1981 году. Общая площадь музея 279,6 кв. метров. В фонде музея насчитывается 2 222 предмета музейного значения. Музей состоит из 4 залов, которые разделены на тематические разделы: «Независимый Казахстан», "История прошлого (археологическое наследие края, край в период средневековья, природа края, этнография), «Подвиг в памяти народа», «Трудом красен человек».

## Известные уроженцы и жители
- Иван Степанович Бутымов — Герой Социалистического Труда.
- Пётр Борисович Вихрев — Герой Советского Союза.
- Джунусбай Каипов — Герой Советского Союза.
- Ибрагим Калдыбаев — полный кавалер ордена Славы.
- Кенжебаев Туле Таскентбайулы — Герой Советского Союза.
- Мариям Тохтахановна Семятова — Народная артистка Казахской ССР.
- Стамбеков Турганбек Мухаметкалиевич — представитель высшего командования КНБ Республики Казахстан

## Топографические карты
- Лист карты K-44-13 Чилик. Масштаб: 1 : 100 000. Состояние местности на 1979 год. Издание 1984 г.